# Izvoare (okręg Dolj)
Izvoare – wieś w Rumunii, w okręgu Dolj, w gminie Izvoare. W 2011 roku liczyła 924 mieszkańców.